# Кенет Г. Вилсон
Кенет Гедес Вилсон (енгл. Kenneth Geddes Wilson; Волтам, 8. јун 1936. — 15. јун 2013) био је амерички теоријски физичар, који је 1982. године, добио Нобелову награду за физику „за теорију критичних феномена у вези са фазним прелазима”.